# Ebersdorf (Gemeinde Atzenbrugg)
Ebersdorf ist eine Ortschaft und eine Katastralgemeinde der Marktgemeinde Atzenbrugg, Niederösterreich.

## Geografie
Das Straßendorf befindet sich knapp 4 Kilometer westlich von Atzenbrugg an der Landesstraße L2016 und besteht aus mehreren landwirtschaftlichen Anwesen. Es gibt eine Kellergasse.

## Geschichte
Im Jahr 1822 wurde der Ort als Dorf mit zwölf Häusern genannt, das nach Heiligeneich eingepfarrt war, wohin auch die Kinder eingeschult wurden. Die Herrschaft Atzenbrugg besaß die Ortsobrigkeit und besorgte die Konskription. Die Landgerichtsbarkeit wurde von der Herrschaft Gutenbrunn ausgeübt. Die Untertanen und Grundholde des Ortes gehörten den Herrschaften Klosterneuburg und Atzenbrugg. Laut Adressbuch von Österreich waren im Jahr 1938 in Ebersdorf ein Gemischtwarenhändler und einige Landwirte mit Ab-Hof-Verkauf ansässig.